# Benoît Lamy
Benoit Lamy (Arlon, 19 settembre 1945 – Braine-l'Alleud, 14 aprile 2008) è stato un regista belga.

## Biografia
Il suo film di esordio Home Sweet Home del 1973, con Jacques Perrin e Claude Jade, gli fece conquistare il premio della critica al Festival cinematografico di Mosca e poi la nomination al Golden Prize.
Altri film sono La vie est belle (1987), interpretato da Papa Wemba, e Gioco selvaggio, con Richard Bohringer e Ute Lemper, presentato alla 54ª Mostra internazionale d'arte cinematografica di Venezia nel 1997.
Fondatore nel 1976 della società di produzione cinematografica Lamy Films sprl, Benoît Lamy si è dedicato con grande impegno nei suoi ultimi trent'anni di vita alla promozione del cinema europeo.

## Filmografia parziale
- Home Sweet Home (1973)
- Jambon d'Ardenne (1977)
- La vie est belle (1987)
- Gioco selvaggio (1997)